# Championnat d'Algérie de football de troisième division 2023-2024
 (avril 2024).
Navigation
Inter-régions
2022-2023 Inter-régions
2024-2025
La saison 2023-2024 est la 61e édition du Championnat d'Algérie de football de troisième division, c'est le 3e palier, compétition gérée par la Ligue inter-régions de football.
En fin de saison, le MB Rouissat (Gr. Sud-Est), l'US Chaouia (Gr. Est), la JS Djidjel (Gr. Centre-Est), la JS El Biar (Gr. Centre-Ouest), le MC Saïda (Gr. Ouest) et l'US Béchar Djedid (Gr. Sud-Ouest) sont promus en D2 algérienne, une division qui l'ont déjà côtoyé auparavant.

## Organisation
Ce palier est composé de six pôles suivants la géographie du pays : 4 au nord et 2 pour le sud ; les champions de chaque pôles accèdent en deuxième division. 
Concernant la relégation, plusieurs cas de figure sont prévus selon la composition des ligues du nord (est, centre-est, centre-ouest et ouest) et celles du sud (sud-est et sud-ouest) ainsi que les résultats de fin de saison du palier supérieur,.

## Compétition
Le départage des équipes au classement général se fait comme suis :
A. L’équipe qui a obtenue le plus grand nombre de points est déclarée championne.
B. En cas d'égalité de points entre deux équipes ou plus, au terme du classement final, les équipes seront départagées selon l’ordre des critères suivants :
- Le plus grand nombre de points obtenus par une équipe lors des matchs joués entre les équipes concernées;
- La meilleure différence de buts obtenue par une équipe lors des matchs joués entre les équipes concernées;
- La meilleure différence de buts obtenue par une équipe sur l’ensemble des matchs joués par les équipes concernées lors de la phase aller;
- Le plus grand nombre de buts marqués par une équipe sur l’ensemble des matchs joués par les équipes concernées lors de la phase aller;
- Le plus grand nombre de buts marqués par une équipe sur l’ensemble des matchs joués l’extérieur par les équipes concernées lors de la phase aller;
- En cas d’égalité concernant tous les critères ci-dessus, un match d’appui avec prolongation éventuelle et tirs au but est organisé par la ligue sur terrain neutre.

### Groupe Ouest

#### Classement
Le classement est établi sur le barème de points suivant : une victoire vaut 3 points, un match nul 1 point et une défaite 0 point.
| Rang | Équipe             | Pts   | J  | G  | N  | P  | Bp | Bc | Diff |
| ---- | ------------------ | ----- | -- | -- | -- | -- | -- | -- | ---- |
| 1    | MC Saïda R         | 80    | 30 | 26 | 2  | 2  | 71 | 8  | +63  |
| 2    | IRB El Kerma       | 72    | 30 | 22 | 6  | 2  | 56 | 23 | +33  |
| 3    | WA TlemcenR        | 56    | 30 | 18 | 2  | 10 | 54 | 32 | +22  |
| 4    | USM Bel Abbès      | 48    | 30 | 13 | 9  | 8  | 42 | 32 | +10  |
| 5    | JS Bendaoud        | 41    | 30 | 12 | 5  | 13 | 42 | 35 | +7   |
| 6    | IS Tighennif       | 40    | 30 | 11 | 7  | 12 | 33 | 32 | +1   |
| 7    | US Remchi          | 39    | 30 | 10 | 9  | 11 | 35 | 38 | -3   |
| 8    | JS Emir Abdelkader | 37    | 30 | 10 | 7  | 13 | 37 | 43 | -6   |
| 9    | Nasr Es Senia      | 36-1  | 30 | 11 | 4  | 15 | 45 | 62 | -17  |
| 10   | FCB Telagh         | 36    | 30 | 10 | 6  | 14 | 33 | 38 | -5   |
| 11   | SCM Oran           | 36    | 30 | 10 | 6  | 14 | 34 | 38 | -4   |
| 12   | ES Tighennif       | 35    | 30 | 9  | 8  | 13 | 32 | 45 | -13  |
| 13   | ICS Tlemcen        | 34    | 30 | 9  | 7  | 14 | 36 | 44 | -8   |
| 14   | RC RelizaneR       | 34    | 30 | 9  | 7  | 14 | 32 | 41 | -9   |
| 15   | CRB Ben Badis P    | 17-14 | 30 | 7  | 10 | 13 | 35 | 42 | -7   |
| 16   | CRB Hennaya        | 15    | 30 | 4  | 3  | 23 | 31 | 95 | -64  |

Promotions et relégations
- Montée en Ligue 2 2024-2025
- Classement pour relégation
- Relégué en Championnat d'Algérie de football de 4e division

Abréviations
R : Relégué de Ligue 2 2022-2023

P : Promu de Championnat d'Algérie de football de 4e division

- : Pénalité de point(s)

##### Résultats
Source : Résultats par journée sur le site de la Ligue Inter-Régions.
Mise-à-jour après la 11e journée.
| Résultats (▼dom., ►ext.)                                   | CRBBB | CRBH | EST | FCBT | ICST | IRBEK | IST | JSB | JSEA | MCS | NES | RCR | SCMO | USMBA | USR | WAT |
| CRB Ben Badis                                              |       | 6-0  | 0-0 | FCBT | 3-2  | IRBEK | 0-0 | JSB | JSEA | MCS | NES | RCR | SCMO | 2-2   | USR | WAT |
| CRB Hennaya                                                | CRBBB |      | 2-2 | 0-1  | ICST | IRBEK | IST | 0-3 | 0-1  | 1-5 | NES | RCR | SCMO | USMBA | USR | 2-0 |
| ES Tighennif                                               | CRBBB | CRBH |     | FCBT | ICST | IRBEK | IST | JSB | JSEA | 0-1 | 1-0 | 3-0 | 0-2  | USMBA | 2-1 | 0-2 |
| FCB Telagh                                                 | CRBBB | CRBH | 0-1 |      | ICST | IRBEK | 0-0 | 0-1 | JSEA | 1-1 | 2-0 | RCR | SCMO | USMBA | 1-1 | WAT |
| ICS Tlemcen                                                | CRBB  | CRBH | EST | 0-2  |      | IRBEK | IST | 0-0 | 2-0  | 0-4 | NES | 3-0 | SCMO | 1-1   | USR | WAT |
| IRB El Kerma                                               | CRBBB | 3-2  | 2-1 | 6-1  | 1-0  |       | IST | JSB | JSEA | MCS | NES | 3-1 | SCMO | 1-0   | USR | WAT |
| IS Tighennif                                               | CRBBB | 3-1  | EST | FCBT | 1-1  | IRBEK |     | JSB | 1-0  | MCS | NES | 3-0 | SCMO | 0-1   | USR | WAT |
| JS Bendaoud                                                | 2-1   | CRBH | EST | FCBT | ICST | 0-1   | 0-1 |     | JSEA | MCS | 6-0 | RCR | SCMO | USMBA | USR | 1-2 |
| JS Emir Abdelkader                                         | 2-2   | CRBH | EST | FCBT | ICST | IRBEK | IST | 2-1 |      | 0-4 | 1-2 | RCR | 1-2  | USMBA | USR | WAT |
| MC Saïda                                                   | 3-0   | CRBH | EST | FCBT | ICST | 2-0   | 3-0 | JSB | JSEA |     | 3-0 | 2-0 | 3-0  | USMBA | 3-0 | WAT |
| Nasr Es Senia                                              | 1-4   | CRBH | EST | FCBT | 1-6  | 0-0   | 1-0 | JSB | JSEA | MCS |     | RCR | SCMO | USMBA | USR | 1-4 |
| RC Relizane                                                | CRBBB | 4-0  | EST | FCBT | ICST | IRBEK | IST | 0-3 | 0-1  | 0-1 | 2-0 |     | 3-0  | USMBA | USR | WAT |
| SCM Oran                                                   | 1-1   | 1-0  | EST | 1-0  | ICST | 0-2   | IST | JSB | JSEA | MCS | NES | RCR |      | 3-0   | 0-1 | WAT |
| USM Bel Abbès                                              | CRBBB | CRBH | 1-1 | 3-1  | ICST | IRBEK | IST | JSB | 3-2  | 0-1 | NES | RCR | SCMO |       | 1-0 | 1-0 |
| US Remchi                                                  | CRBBB | 1-1  | EST | FCBT | 1-0  | 0-0   | IST | 1-1 | JSEA | MCS | 4-0 | 3-2 | SCMO | USMBA |     | WAT |
| WA Tlemcen                                                 | CRBBB | CRBH | EST | FCBT | 2-1  | IRBEK | 2-0 | JSB | 0-3  | 1-0 | NES | RCR | 3-0  | USMBA | USR |     |
| - Victoire à domicile - Match nul - Victoire à l'extérieur |       |      |     |      |      |       |     |     |      |     |     |     |      |       |     |     |

### Groupe Centre-Ouest

#### Classement
Le classement est établi sur le barème de points suivant : une victoire vaut 3 points, un match nul 1 point et une défaite 0 point.
| Rang | Équipe             | Pts  | J  | G  | N  | P  | Bp | Bc | Diff |
| ---- | ------------------ | ---- | -- | -- | -- | -- | -- | -- | ---- |
| 1    | JS El Biar         | 77   | 30 | 24 | 5  | 1  | 68 | 11 | +57  |
| 2    | CR Zaouia          | 53   | 30 | 15 | 8  | 7  | 42 | 27 | +15  |
| 3    | CRB Beni Tamou     | 52   | 30 | 15 | 7  | 8  | 48 | 42 | +6   |
| 4    | WAB Tissemsilt     | 45   | 30 | 12 | 9  | 9  | 42 | 40 | +2   |
| 5    | WB Meftah          | 42   | 30 | 11 | 9  | 10 | 36 | 31 | +5   |
| 6    | ORB Oued Fodda     | 42   | 30 | 12 | 6  | 12 | 39 | 48 | -9   |
| 7    | RA Ain Defla       | 39   | 30 | 11 | 6  | 13 | 42 | 46 | -4   |
| 8    | IR Bouhenni Tiaret | 39   | 30 | 11 | 6  | 13 | 51 | 47 | +4   |
| 9    | IRB SougueurP      | 38   | 30 | 9  | 11 | 10 | 32 | 40 | -8   |
| 10   | CRB Aïn Oussara    | 38   | 30 | 10 | 8  | 12 | 37 | 38 | -1   |
| 11   | HRB FoukaP         | 38   | 30 | 11 | 5  | 14 | 37 | 38 | -1   |
| 12   | JS Haï Djabel      | 37   | 30 | 10 | 7  | 13 | 46 | 43 | +3   |
| 13   | USM Blida          | 34   | 30 | 8  | 10 | 12 | 24 | 30 | -6   |
| 14   | CB Beni Slimane    | 32   | 30 | 8  | 8  | 14 | 34 | 47 | -13  |
| 15   | RCB Oued Rhiou     | 28-1 | 30 | 7  | 8  | 15 | 37 | 57 | -20  |
| 16   | USMM Hadjout       | 26   | 30 | 7  | 5  | 18 | 33 | 63 | -30  |

Promotions et relégations
- Montée en Ligue 2 2024-2025
- Classement pour relégation
- Relégué en Championnat d'Algérie de football de 4e division

Abréviations
R : Relégué de Ligue 2 2022-2023

P : Promu de Championnat d'Algérie de football de 4e division

- : Pénalité de point(s)

##### Résultats
Source : Résultats par journée sur le site de la LNFA amateur.
Mise-à-jour après la 5e journée.
| Résultats (▼dom., ►ext.)                                   | CBBS | CRBAO | CRBBT | CRZ | HRBF | IRBS | IRBT | JSEB | JSHD | ORBOF | RAAD | RCBOR | USMB | USMMH | WABT | WBM |
| CB Beni Slimane                                            |      | CRBAO | CRBBT | CRZ | HRBF | IRBS | IRBT | JSEB | JSHD | ORBOF | RAAD | 1-0   | 0-0  | USMMH | WABT | WBM |
| CRB Aïn Oussara                                            | CBBS |       | CRBBT | CRZ | 0-1  | IRBS | IRBT | JSEB | JSHD | ORBOF | RAAD | RCBOR | 2-0  | 1-0   | WABT | WBM |
| CRB Beni Tamou                                             | CBBS | CRBAO |       | CRZ | HRBF | IRBS | 1-0  | JSEB | 0-1  | 2-1   | RAAD | RCBOR | USMB | USMMH | WABT | WBM |
| CR Zaouia                                                  | 2-0  | CRBAO | CRBBT |     | HRBF | IRBS | IRBT | JSEB | JSHD | ORBOF | RAAD | RCBOR | USMB | USMMH | WABT | WBM |
| HRB Fouka                                                  | CBBS | CRBAO | 1-1   | CRZ |      | IRBS | IRBT | JSEB | JSHD | ORBOF | RAAD | RCBOR | USMB | USMMH | 0-0  | WBM |
| IRB Sougueur                                               | 0-0  | CRBAO | CRBBT | 0-2 | HRBF |      | IRBT | JSEB | JSHD | ORBOF | RAAD | RCBOR | 0-0  | USMMH | WABT | WBM |
| IR Bouhenni Tiaret                                         | CBBS | CRBAO | CRBBT | CRZ | HRBF | IRBS |      | JSEB | 1-0  | ORBOF | 2-2  | 3-1   | USMB | USMMH | WABT | WBM |
| JS El Biar                                                 | CBBS | CRBAO | 2-0   | CRZ | 3-2  | IRBS | IRBT |      | JSHD | ORBOF | RAAD | RCBOR | USMB | 2-0   | WABT | WBM |
| JS Hai Djebel                                              | CBBS | 0-2   | CRBBT | CRZ | HRBF | IRBS | IRBT | 1-2  |      | ORBOF | RAAD | RCBOR | USMB | USMMH | WABT | WBM |
| ORB Oued Fodda                                             | CBBS | CRBAO | CRBBT | CRZ | 1-0  | IRBS | 1-1  | 1-1  | JSHD |       | RAAD | RCBOR | USMB | USMMH | WABT | WBM |
| RA Ain Defla                                               | 1-0  | CRBAO | CRBBT | CRZ | HRBF | 2-1  | IRBT | JSEB | JSHD | ORBOF |      | RCBOR | USMB | USMMH | WABT | WBM |
| RCB Oued Rhiou                                             | CBBS | 1-2   | CRBBT | CRZ | HRBF | IRBS | IRBT | JSEB | JSHD | ORBOF | RAAD |       | USMB | USMMH | WABT | 2-0 |
| USM Blida                                                  | CBBS | CRBAO | CRBBT | 1-1 | HRBF | IRBS | IRBT | JSEB | JSHD | ORBOF | RAAD | RCBOR |      | USMMH | WABT | 0-0 |
| USMM Hadjout                                               | CBBS | CRBAO | CRBBT | CRZ | HRBF | 0-1  | IRBT | JSEB | JSHD | ORBOF | RAAD | RCBOR | USMB |       | 1-1  | WBM |
| WAB Tissemsilt                                             | CBBS | CRBAO | CRBBT | CRZ | HRBF | IRBS | IRBT | JSEB | 1-0  | 1-1   | RAAD | 1-1   | USMB | USMMH |      | WBM |
| WB Meftah                                                  | CBBS | CRBAO | CRBBT | 1-0 | HRBF | IRBS | IRBT | JSEB | JSHD | ORBOF | 1-0  | RCBOR | USMB | 3-0   | WABT |     |
| - Victoire à domicile - Match nul - Victoire à l'extérieur |      |       |       |     |      |      |      |      |      |       |      |       |      |       |      |     |

### Groupe Centre-Est

#### Classement
Le classement est établi sur le barème de points suivant : une victoire vaut 3 points, un match nul 1 point et une défaite 0 point.
| Rang | Équipe            | Pts  | J  | G  | N  | P  | Bp | Bc | Diff |
| ---- | ----------------- | ---- | -- | -- | -- | -- | -- | -- | ---- |
| 1    | JS Djidjel        | 80   | 30 | 25 | 5  | 0  | 58 | 14 | +44  |
| 2    | MO Béjaia         | 67   | 30 | 20 | 7  | 3  | 59 | 25 | +34  |
| 3    | JS Boumerdes      | 54   | 30 | 15 | 9  | 6  | 37 | 22 | +15  |
| 4    | USM Sétif         | 45   | 30 | 13 | 6  | 11 | 34 | 23 | +11  |
| 5    | A Bou Saada       | 41   | 30 | 11 | 8  | 11 | 30 | 35 | -5   |
| 6    | AS Bordj GhedirP  | 39   | 30 | 9  | 12 | 9  | 29 | 29 | 0    |
| 7    | JS AzazgaP        | 38   | 30 | 11 | 5  | 14 | 38 | 36 | +2   |
| 8    | JSM Béjaia        | 38   | 30 | 10 | 8  | 12 | 34 | 38 | -4   |
| 9    | MB Barika         | 36   | 30 | 9  | 9  | 12 | 35 | 37 | -2   |
| 10   | USB Berhoum       | 35   | 30 | 9  | 8  | 13 | 26 | 36 | -10  |
| 11   | RC BougaaP        | 35   | 30 | 9  | 8  | 13 | 42 | 44 | -2   |
| 12   | AB Barika         | 35   | 30 | 8  | 11 | 11 | 29 | 35 | -6   |
| 13   | ES Bouakeul       | 34   | 30 | 9  | 7  | 14 | 42 | 43 | -1   |
| 14   | IB Lakhdaria      | 32   | 30 | 7  | 11 | 12 | 33 | 43 | -10  |
| 15   | MB Bouira         | 27   | 30 | 7  | 6  | 17 | 24 | 57 | -33  |
| 16   | CRB Ouled Djellal | 17-4 | 30 | 5  | 6  | 19 | 26 | 59 | -33  |

Promotions et relégations
- Montée en Ligue 2 2024-2025
- Classement pour relégation
- Relégué en Championnat d'Algérie de football de 4e division

Abréviations
R : Relégué de Ligue 2 2022-2023

P : Promu de Championnat d'Algérie de football de 4e division

- : Pénalité de point(s)

### Groupe Est

#### Classement
Le classement est établi sur le barème de points suivant : une victoire vaut 3 points, un match nul 1 point et une défaite 0 point.
| Rang | Équipe                  | Pts  | J  | G  | N  | P  | Bp | Bc | Diff |
| ---- | ----------------------- | ---- | -- | -- | -- | -- | -- | -- | ---- |
| 1    | US Chaouia R            | 65   | 29 | 21 | 2  | 6  | 62 | 29 | +33  |
| 2    | NRB Tazouguert          | 52   | 29 | 16 | 4  | 9  | 43 | 31 | +12  |
| 3    | CB Mila                 | 50   | 29 | 15 | 5  | 9  | 45 | 30 | +15  |
| 4    | JB Aïn Kercha           | 45   | 29 | 14 | 3  | 12 | 43 | 28 | +15  |
| 5    | ES Guelma               | 44   | 29 | 11 | 11 | 7  | 40 | 26 | +14  |
| 6    | US Faubourg Constantine | 40   | 29 | 12 | 4  | 13 | 55 | 36 | +19  |
| 7    | CRB Aïn Fakroun         | 40   | 29 | 11 | 7  | 11 | 41 | 43 | -2   |
| 8    | WA Zighoud Youcef       | 39   | 29 | 11 | 6  | 12 | 37 | 36 | +1   |
| 9    | CRB Aïn Yagout          | 39   | 29 | 10 | 9  | 10 | 40 | 37 | +3   |
| 10   | NASR El Fedjoudj        | 39   | 29 | 11 | 6  | 12 | 35 | 37 | -2   |
| 11   | US BoukhadraP           | 37   | 29 | 10 | 7  | 12 | 35 | 44 | -9   |
| 12   | US Tébessa              | 37   | 29 | 9  | 10 | 10 | 33 | 42 | -9   |
| 13   | NRB Beni Oulbane        | 35   | 29 | 10 | 5  | 14 | 31 | 56 | -25  |
| 14   | JSM SkikdaR             | 34   | 29 | 8  | 10 | 11 | 30 | 34 | -4   |
| 15   | HAMRA AnnabaR           | 31   | 29 | 8  | 7  | 14 | 32 | 48 | -16  |
| 16   | ESB Besbes              | 0-11 | 15 | 0  | 0  | 15 | 6  | 51 | -45  |

Promotions et relégations
- Montée en Ligue 2 2024-2025
- Classement pour relégation
- Relégué en Championnat d'Algérie de football de 4e division

Abréviations
R : Relégué de Ligue 2 2022-2023

P : Promu de Championnat d'Algérie de football de 4e division

- : Pénalité de point(s)

### Groupe Sud-Ouest

#### Classement
Le classement est établi sur le barème de points suivant : une victoire vaut 3 points, un match nul 1 point et une défaite 0 point.
| Rang | Équipe                  | Pts  | J  | G  | N | P  | Bp | Bc | Diff |
| ---- | ----------------------- | ---- | -- | -- | - | -- | -- | -- | ---- |
| 1    | US Béchar Djedid P      | 75   | 30 | 23 | 6 | 1  | 78 | 26 | +52  |
| 2    | CRB Adrar               | 73   | 30 | 23 | 4 | 3  | 83 | 27 | +56  |
| 3    | NRB Sbaa                | 45   | 30 | 12 | 9 | 9  | 42 | 39 | +3   |
| 4    | IR Mecheria             | 43   | 30 | 12 | 7 | 11 | 44 | 36 | +8   |
| 5    | CRB Bougtob             | 39-6 | 30 | 13 | 6 | 11 | 39 | 41 | -2   |
| 6    | US Naâma                | 39   | 30 | 11 | 6 | 13 | 43 | 60 | -17  |
| 7    | MC Ghassoul             | 38   | 30 | 10 | 8 | 12 | 47 | 40 | +7   |
| 8    | IR Makmen Ben Amar      | 38   | 30 | 11 | 5 | 14 | 33 | 55 | -22  |
| 9    | A Aïn Sefra             | 38   | 30 | 10 | 8 | 12 | 45 | 54 | -9   |
| 10   | NRC Hattaba Adrar       | 37   | 30 | 10 | 7 | 13 | 40 | 46 | -6   |
| 11   | NRB Fenoughil           | 37   | 30 | 11 | 4 | 15 | 43 | 56 | -13  |
| 12   | CRB Tindouf             | 35   | 30 | 10 | 5 | 15 | 42 | 47 | -5   |
| 13   | JRB Taghit              | 35   | 30 | 9  | 8 | 13 | 37 | 37 | 0    |
| 14   | MC Zaouia Hinoun Aoulef | 34   | 30 | 9  | 7 | 14 | 39 | 48 | -9   |
| 15   | AR Tabelbala            | 29   | 30 | 7  | 8 | 15 | 41 | 54 | -13  |
| 16   | GC Aïn Sefra            | 21-6 | 30 | 7  | 6 | 17 | 35 | 65 | -30  |

Promotions et relégations
- Montée en Ligue 2 2024-2025
- Classement pour relégation
- Relégué en Championnat d'Algérie de football de 4e division

Abréviations
R : Relégué de Ligue 2 2022-2023

P : Promu de Championnat d'Algérie de football de 4e division

- : Pénalité de point(s)

### Groupe Sud-Est

#### Classement
Le classement est établi sur le barème de points suivant : une victoire vaut 3 points, un match nul 1 point et une défaite 0 point.
| Rang | Équipe               | Pts  | J  | G  | N  | P  | Bp | Bc | Diff |
| ---- | -------------------- | ---- | -- | -- | -- | -- | -- | -- | ---- |
| 1    | MB Rouissat          | 74-1 | 30 | 24 | 3  | 3  | 69 | 16 | +53  |
| 2    | CR Beni-Thour        | 69   | 30 | 21 | 6  | 3  | 53 | 19 | +34  |
| 3    | ASB Metlili Châamba  | 56   | 30 | 17 | 5  | 8  | 52 | 29 | +23  |
| 4    | IRB Robbah           | 48   | 30 | 14 | 6  | 10 | 36 | 31 | +5   |
| 5    | MB Hassi Messaoud    | 47   | 30 | 13 | 8  | 9  | 34 | 26 | +8   |
| 6    | USB Hassi R'mel      | 46   | 30 | 13 | 7  | 10 | 47 | 32 | +15  |
| 7    | O OuedP              | 39   | 30 | 9  | 12 | 9  | 35 | 34 | +1   |
| 8    | CSSW Illizi          | 38   | 30 | 11 | 5  | 14 | 32 | 33 | -1   |
| 9    | IRB Zaouia El Abidia | 35   | 30 | 7  | 14 | 9  | 37 | 40 | -3   |
| 10   | IRB KhenegP          | 34-1 | 30 | 8  | 11 | 11 | 34 | 44 | -10  |
| 11   | TR Tigdidine         | 34   | 30 | 9  | 7  | 14 | 33 | 43 | -10  |
| 11   | IRB Nezla            | 33   | 30 | 9  | 6  | 15 | 35 | 40 | -5   |
| 13   | NT Souf              | 33   | 30 | 10 | 3  | 17 | 22 | 37 | -15  |
| 14   | NRB Touggourt        | 29   | 30 | 7  | 8  | 15 | 32 | 50 | -18  |
| 15   | UR Hamadine          | 23-6 | 30 | 9  | 2  | 19 | 33 | 67 | -34  |
| 16   | MR Hamadine          | 17-8 | 30 | 4  | 7  | 19 | 25 | 68 | -43  |

Promotions et relégations
- Montée en Ligue 2 2024-2025
- Classement pour relégation
- Relégué en Championnat d'Algérie de football de 4e division

Abréviations
R : Relégué de Ligue 2 2022-2023

P : Promu de Championnat d'Algérie de football de 4e division

- : Pénalité de point(s)

### Classement pour la relégation
À la suite de la fin du championnat de la division supérieure (D2) et de la relégation de cinq clubs des ligues nordiques et d'un seul club d'une ligue sudiste, les relégués de ce palier sont définis comme suit :
| Rang | Équipe       | Pts  | J  | G | N  | P  | Bp | Bc | Diff |
| ---- | ------------ | ---- | -- | - | -- | -- | -- | -- | ---- |
| 14   | JSM SkikdaR  | 34   | 29 | 8 | 10 | 11 | 30 | 34 | -4   |
| 15   | HAMR AnnabaR | 31   | 29 | 8 | 7  | 14 | 32 | 48 | -16  |
| 16   | ESB Besbes   | 0-11 | 15 | 0 | 0  | 15 | 6  | 51 | -45  |

| Rang | Équipe            | Pts  | J  | G | N  | P  | Bp | Bc | Diff |
| ---- | ----------------- | ---- | -- | - | -- | -- | -- | -- | ---- |
| 14   | IB Lakhdaria      | 32   | 30 | 7 | 11 | 12 | 33 | 43 | -10  |
| 15   | MB Bouira         | 27   | 30 | 7 | 6  | 17 | 24 | 57 | -33  |
| 16   | CRB Ouled Djellal | 17-4 | 30 | 5 | 6  | 19 | 26 | 59 | -33  |

| Rang | Équipe          | Pts  | J  | G | N | P  | Bp | Bc | Diff |
| ---- | --------------- | ---- | -- | - | - | -- | -- | -- | ---- |
| 14   | CB Beni Slimane | 32   | 30 | 8 | 8 | 14 | 34 | 47 | -13  |
| 15   | RCB Oued Rhiou  | 28-1 | 30 | 7 | 8 | 15 | 37 | 57 | -20  |
| 16   | USMM Hadjout    | 26   | 30 | 7 | 5 | 18 | 33 | 63 | -30  |

| Rang | Équipe         | Pts   | J  | G | N  | P  | Bp | Bc | Diff |
| ---- | -------------- | ----- | -- | - | -- | -- | -- | -- | ---- |
| 14   | RC RelizaneR   | 34    | 30 | 9 | 7  | 14 | 32 | 41 | -9   |
| 15   | CRB Ben BadisP | 17-14 | 30 | 7 | 10 | 13 | 35 | 42 | -7   |
| 16   | CRB Hennaya    | 15    | 30 | 4 | 3  | 23 | 31 | 95 | -64  |

| Rang | Équipe                  | Pts  | J  | G | N | P  | Bp | Bc | Diff |
| ---- | ----------------------- | ---- | -- | - | - | -- | -- | -- | ---- |
| 14   | MC Zaouia Hinoun Aoulef | 34   | 30 | 9 | 7 | 14 | 39 | 48 | -9   |
| 15   | AR Tabelbala            | 29   | 30 | 7 | 8 | 15 | 41 | 54 | -13  |
| 16   | GC Aïn Sefra            | 21-6 | 30 | 7 | 6 | 17 | 35 | 65 | -30  |

| Rang | Équipe        | Pts  | J  | G | N | P  | Bp | Bc | Diff |
| ---- | ------------- | ---- | -- | - | - | -- | -- | -- | ---- |
| 14   | NRB Touggourt | 29   | 30 | 7 | 8 | 15 | 32 | 50 | -18  |
| 15   | UR Hamadine   | 23-6 | 30 | 9 | 2 | 19 | 33 | 67 | -34  |
| 16   | MR Hamadine   | 17-8 | 30 | 4 | 7 | 19 | 25 | 68 | -43  |